# Valentín Gauthier
Valentín Gauthier Pereira Brasil (Salto, 8 agosto 2003) è un calciatore uruguaiano, difensore della Juventud.

## Caratteristiche tecniche
Gioca come difensore centrale.

## Carriera

### Club
È cresciuto nel settore giovanile della Juventud, con cui ha debuttato il 6 agosto 2022 nell'incontro di Segunda División vinto 1-0 contro il Progreso. Il 25 agosto seguente ha segnato il suo primo gol nel pareggio per 1-1 contro il Cerro.

### Nazionale
Nel gennaio del 2023 è stato incluso da Marcelo Broli nella rosa della nazionale Under-20 uruguaiana per partecipare al campionato sudamericano di categoria in Colombia, in sostituzione dell'infortunato Ignacio Rodríguez.

## Statistiche

### Presenze e reti nei club
Statistiche aggiornate al 7 ottobre 2024.
| Stagione        | Squadra         | Campionato      | Campionato | Campionato | Coppe nazionali | Coppe nazionali | Coppe nazionali | Coppe continentali | Coppe continentali | Coppe continentali | Altre coppe | Altre coppe | Altre coppe | Totale | Totale | Totale |
| Stagione        | Squadra         | Comp            | Pres       | Reti       | Comp            | Pres            | Reti            | Comp               | Pres               | Reti               | Comp        | Pres        | Reti        | Pres   | Reti   |        |
| --------------- | --------------- | --------------- | ---------- | ---------- | --------------- | --------------- | --------------- | ------------------ | ------------------ | ------------------ | ----------- | ----------- | ----------- | ------ | ------ | ------ |
| 2022            | Juventud        | SD              | 6          | 2          | CU              | 3               | 0               | -                  | -                  | -                  | -           | -           | -           | 9      | 2      |        |
| 2023            | Juventud        | SD              | 31         | 0          | CU              | 0               | 0               | -                  | -                  | -                  | -           | -           | -           | 31     | 0      |        |
| 2024            | Juventud        | SD              | 35         | 3          | CU              | 0               | 0               | -                  | -                  | -                  | -           | -           | -           | 35     | 3      |        |
| 2025            | Juventud        | PD              | 5          | 0          | CU              | 0               | 0               | -                  | -                  | -                  | -           | -           | -           | 5      | 0      |        |
| Totale carriera | Totale carriera | Totale carriera | 77         | 5          |                 | 3               | 0               |                    | -                  | -                  |             | -           | -           | 80     | 5      |        |